# Hyderabadi biryani
L'Hyderabadi Biryani (jderaˈbaːdi biˈrjaːni (FA)  Hyderābādi beryāni) o Biryani di Hyderabad è un piatto indiano a base di riso basmati e carne di pecora o di pollo. È una delle più note varianti del Biryani, e nasce nello stato indiano della Telangana, prendendo il nome dalla città capoluogo Hyderabad.
La fusione della cucina dell'impero islamico Moghul e della cucina di Telangana, confluite nella cucina dei reggenti dello storico stato di Hyderabad, i Nizam, diede vita all'Hyderabadi Biryani.

## Preparazione

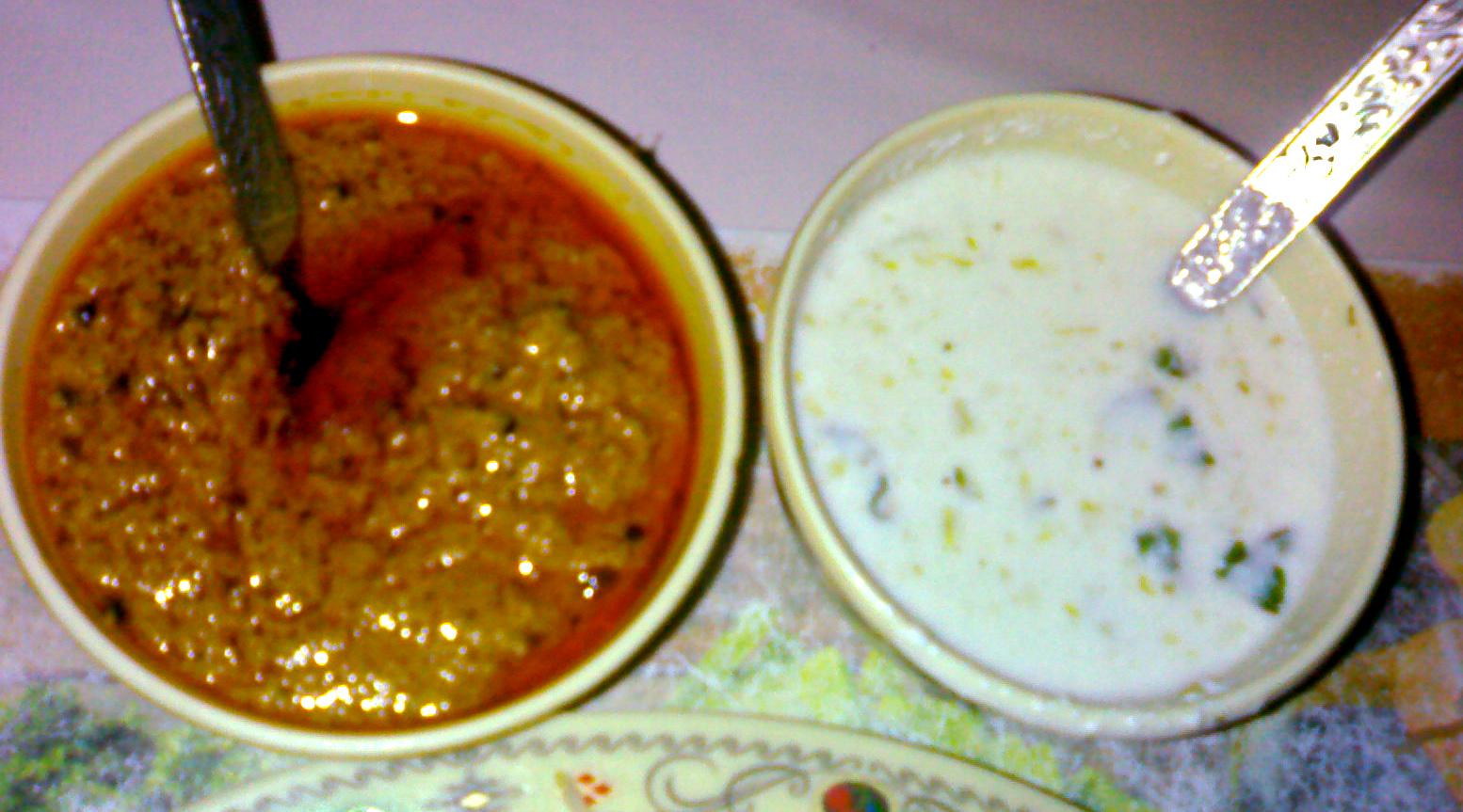
Mirchi ka salan (a sinistra) e Dahi chutney (a destra), tipiche salse di accompagnamento del piatto

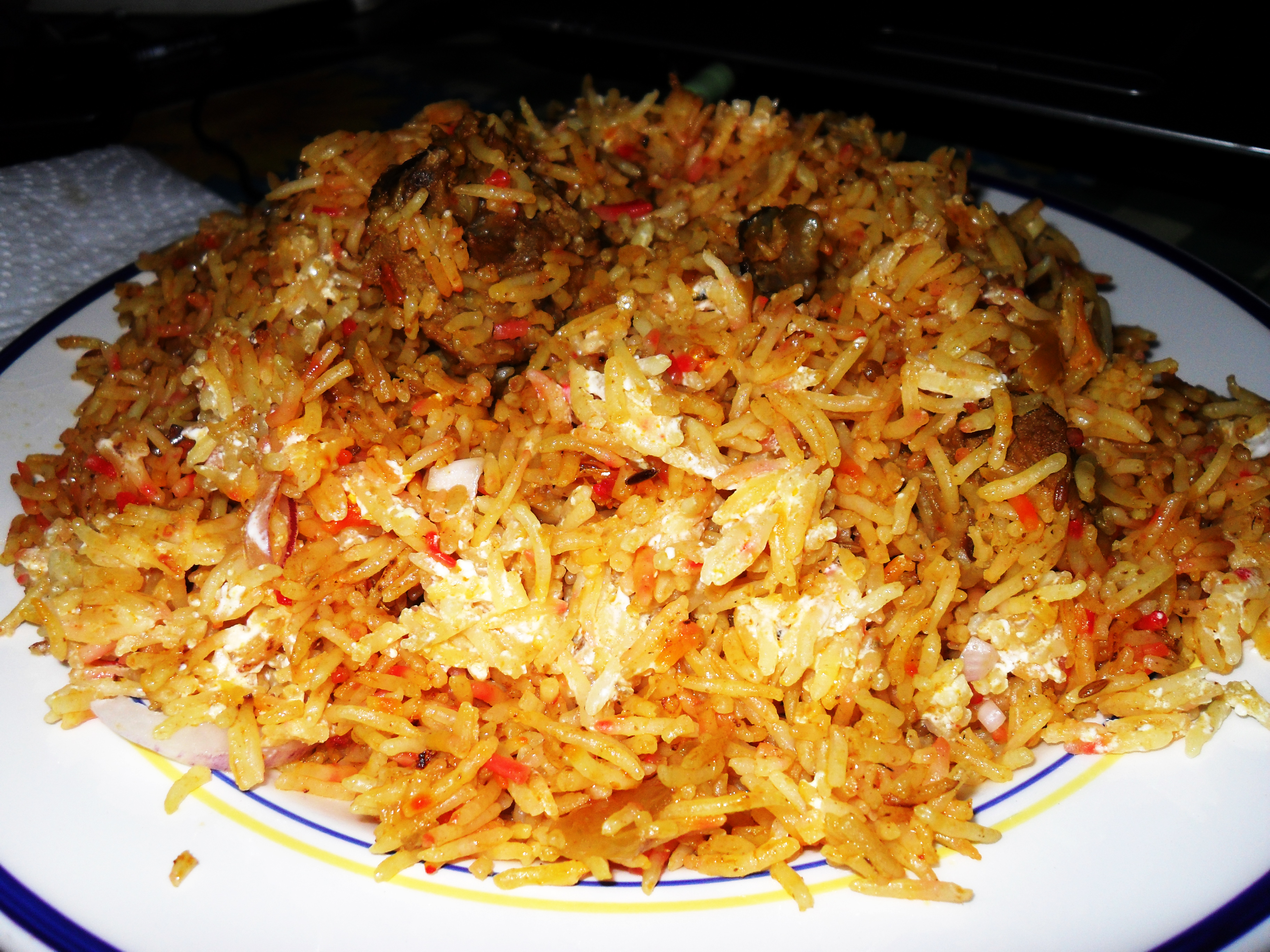
Hyderabadi byriani a base di montone (Mutton Biryani)

L'ingrediente principale è il riso, principalmente di tipo basmati, a cui vengono aggiunti la carne, yogurt, cipolle, spezie, limoni e zafferano o curcuma. A seconda del tipo di carne il piatto assume ad occidente nomi differenti: quella più comune è la carne di montone da cui deriva il nome Mutton Biryani, mentre altre volte si utilizza la carne di pollo da cui deriva il nome Chicken Biryani. Il piatto viene poi accompagnato con salsa dahi chutney, una chutney di menta, cipolle e labaneh; e mirchi ka salan, salsa curry di peperoncini verdi e noccioline. È possibile a volte trovare anche del baghara baingan, salsa curry a base di melanzane fritte e un'insalata di cipolle, carote, cetrioli e spicchi di limone.

### Varianti
Le due varianti più note dell'Hyderabadi Biryani sono il Kacchi e il Pakki Biryani.

#### Kacchi Dum Biryani
Viene preparato con carne precedentemente marinata in una mistura di spezie per una notte e poi inumidita nello yogurt appena prima di essere cotta. La carne viene poi posta in una pentola su una base di riso basmati e poi coperta ancora con riso in modo da stratificare la cottura. Viene poi posto sopra il tutto uno strato di pastella di farina per sigillare la pentola, chiamata dum, che viene posta direttamente su una brace di legno o carbone. Il processo, che prende il nome di dum pukht, è particolarmente impegnativo in quanto richiede una speciale attenzione al tempo e alla temperatura di cottura, al fine di evitare una sovra o sotto-cottura della carne.

#### Pakki biryani
Per il Pakki biryani la marinatura è molto più breve e la carne viene cotta prima di essere unita al riso, e viene quindi cotta una seconda volta assieme ad esso in una pentola. Nel Pakki Yakhni, variante con una sorta di sugo, tutti gli ingredienti vengono precedentemente cotti, prima di essere aggiunti al riso e cotti una seconda volta. Il sugo viene aromatizzato con spezie locali, come la noce moscata, l'ittar e la kewra. A volte anche con zafferano e cardamomo.
Esiste anche una versione vegetariana del Pakki biryani, ottenuta con carote, piselli, cavolfiore e patate.